# Pomnik konny Trajana
Pomnik konny Trajana (łac. Equus Traiani) – wykonany z brązu, kolosalnych rozmiarów pomnik konny, wzniesiony w latach 112–114 na Forum Trajana w Rzymie, dla uczczenia zwycięstw cesarza Trajana podczas wojen z Dakami. Nie zachował się do naszych czasów.

## Opis
Wygląd tego pomnika autorstwa Apollodorosa z Damaszku znany jest dzięki wizerunkowi umieszczonemu na emitowanych przez Trajana denarach. Mierzył około 10–12 metrów wysokości (włącznie z fundamentem o wymiarach 3,76 × 7,54 metrów). Przedstawiał siedzącego na koniu cesarza w stroju wojskowym, który w prawej dłoni trzymał skierowaną w dół włócznię (znak pacyfikacji), a w lewej posąg Wiktorii symbolizującej zwycięstwo.
Pomnik wzbudzał zachwyt widzów, co m.in. znajduje potwierdzenie w relacji historyka Ammiana Marcellina o pobycie w Rzymie cesarza Konstancjusza II w 357 roku. Zwiedzając Forum Trajana, władca stwierdził, że ze wszystkich budowli jakie tam podziwia, chciałby skopiować właśnie pomnik konny Trajana (Dzieje rzymskie XVI 10,15).

## Galeria

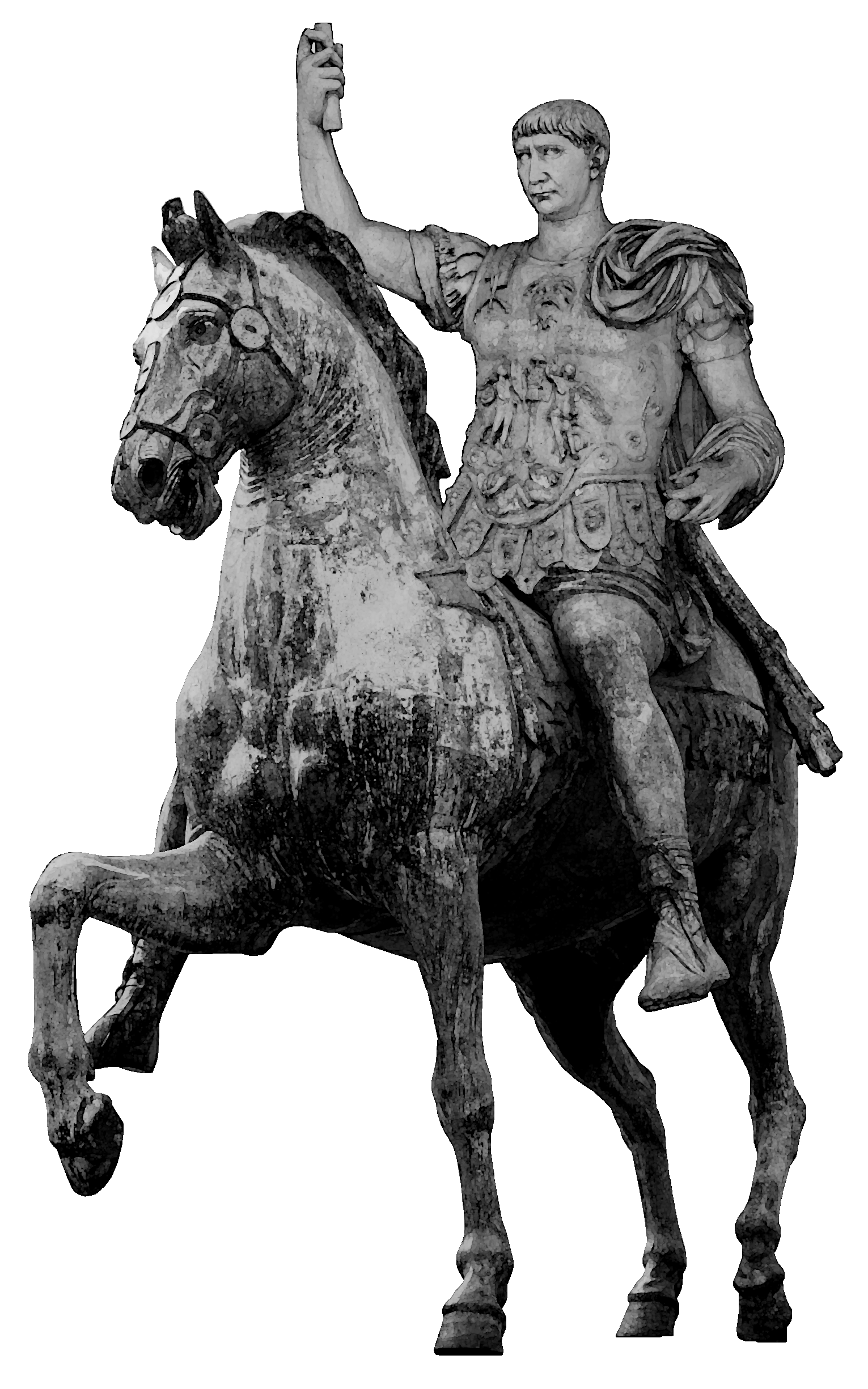
Niezgodna z opisem cyfrowa rekonstrukcja pomnika Trajana
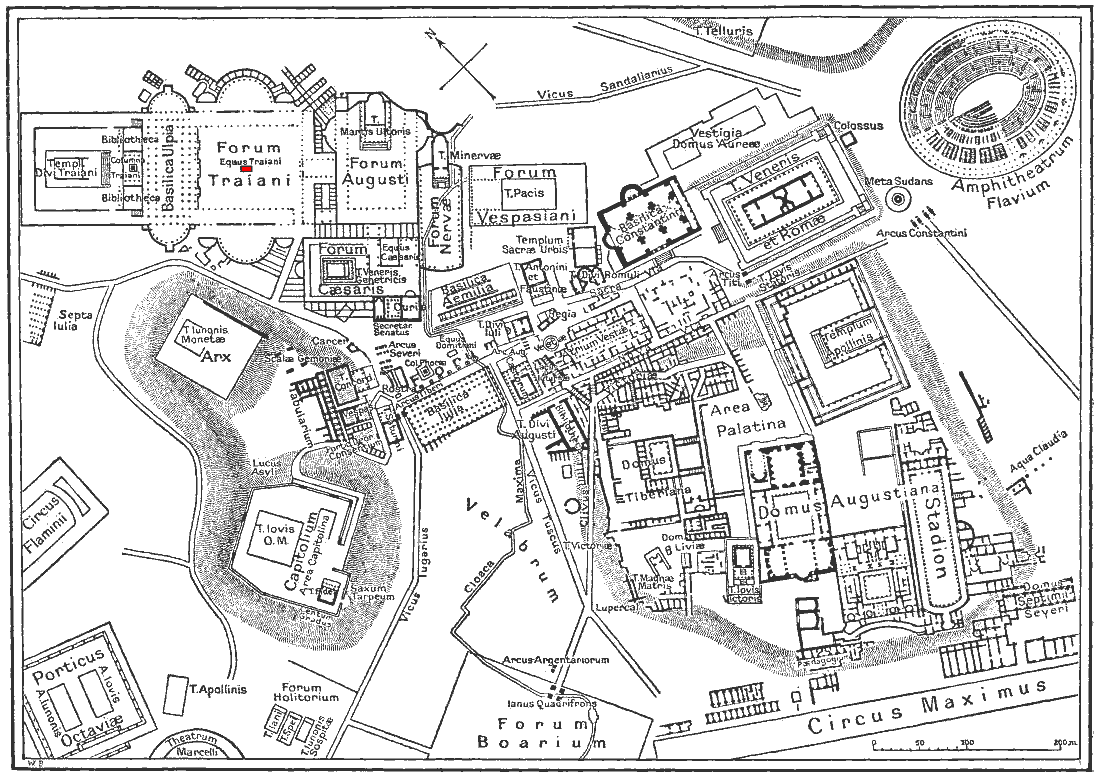
Plan miasta z zaznaczoną czerwono lokalizacją pomnika
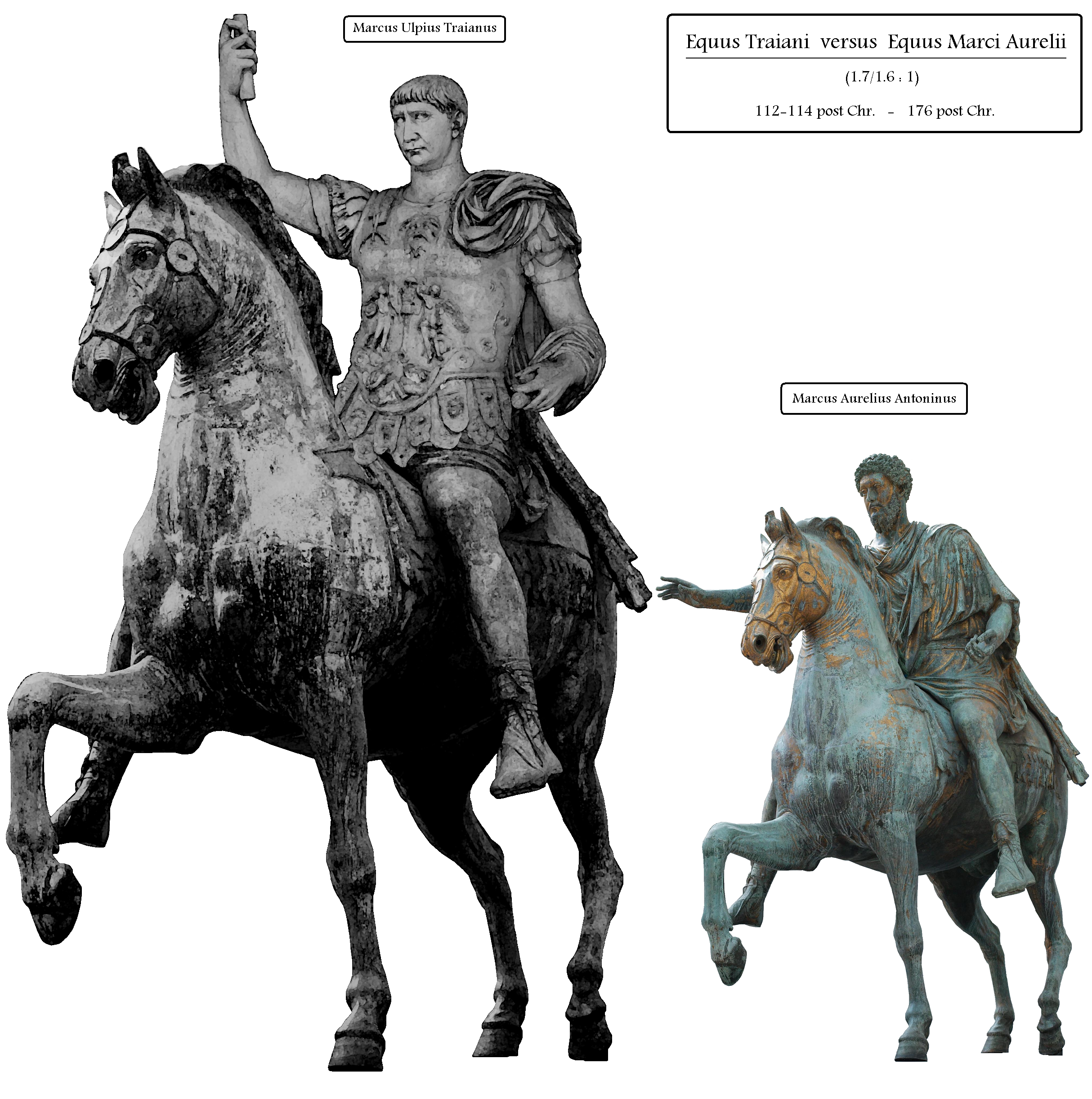
Porównanie wysokości konnych pomników Trajana i Marka Aureliusza